# ТЕ120
ТЕ120 (Тепловоз з Електричною передачею, 120-та серія)  — радянський макетний магістральний вантажний тепловоз. Осьова формула 3О—3О. Інвентарний номер — 001. Один з тепловозів сімейства ТЕ109.

## Історія створення
Найскладнішими за конструкцією у порядку спадання є:
- колекторний тяговий електродвигун, що працює на однофазному струмі нормальної частоти,
- колекторний  електродвигун однофазного струму зниженої частоти,
- колекторний електродвигун пульсуючого струму
- колекторний електродвигун потім постійного струму.

Найпростішим в експлуатації є асинхронний тяговий електродвигун з короткозамкненим ротором. Тому фахівці, які проектували й експлуатували локомотиви, давно бажали використовувати асинхронні тягові електродвигуни на електровозах і тепловозах. Досить тривалий досвід експлуатації за межами Радянського Союзу асинхронних електродвигунів на електровозах змінного струму з машинними перетворювачами або з двопровідною контактною мережею показав, що такі електродвигуни працюють досить стійко. У той же час наявність громіздкого машинного перетворювача (розщеплювача фаз) і вкрай обмежені можливості регулювання швидкості стримували поширення на локомотивах асинхронних тягових електродвигунів. Розвиток електронної техніки, яка дозволяє створити перетворювачі для регулювання швидкості в широких межах і звести до мінімуму роботу з догляду за обладнанням локомотивів і їхнього ремонту, підвищив інтерес до безколекторних машин.
1967 Новочеркаський електровозобудівний завод побудував макетну секцію восьмивісного електровоза змінного струму, 1971 — восьмивісний електровоз ВЛ80А-751 з асинхронними тяговим електродвигунами. Після цього Луганський тепловозобудівний завод спроектував і спільно з електротехнічними заводами створив макетний шестивісний вантажний тепловоз ТЕ120-001 з асинхронними тяговими електродвигунами. Монтаж обладнання на цьому тепловозі був закінчений 1975, а випробування електричного обладнання почалися з січня 1976.

## Конструкція
Кузов і головна рама дослідного тепловоза уніфіковані з кузовом і головною рамою тепловоза серії 132, який був видозміненим для колії 1435 мм тепловозом ТЕ109; візки схожі з безщелепними візками тепловоза серії 130, в них використані також вузли візків тепловозів 2ТЕ116 та серії 140, виготовлених для залізниць НДР. Основною відмінністю візків дослідного тепловоза від візків тепловоза 2ТЕ116 є застосування колісно-моторних блоків з опорно-рамної підвіскою тягових електродвигунів, порожнистих валів і гумовокордових елементів. Колісні пари тепловоза мають діаметр 1050 мм, передатне число редукторів 75:22=3,41. Довжина тепловоза за осями автозчеплень 27670 мм.
На тепловозі встановлений дизель-генератор 2-9ДГ, що складається з дизельного двигуна 2-5Д49 (16ЧН 26/26) номінальною потужністю 4000 к.с. (2942 кВт), тягового агрегату А-711 і змонтованого на ньому стартер-генератора СТГ-7. Дизель чотиритактний, 16-циліндровий, V-подібний. Номінальна частота обертання колінчастого вала 1000 об/хв, витрата палива при номінальній потужності 155 ± 8 г/е.к.с.г. Тяговий агрегат А-711 складається з синхронного тягового генератора ГС-504а і допоміжного генератора ГС-507. Генератор ГС-504а потужністю 2800 кВт (напруга 350/575 В, струм 2X2480/2X1500 А) важить 6500 кг. Поєднання в одному агрегаті тягового і допоміжного генераторів, а також самозбудження генератора власних потреб і збудження тягового генератора з використанням генератора власних потреб, були здійснено вперше в радянському тепловозобудуванні.
Тяговий агрегат А-711 і тягові електродвигуни виготовлені Харківським заводом «Електроважмаш», випрямна установка — Таллінським електротехнічним заводом.
Величина напруги, що підводиться до тягових електродвигунів, регулюється збудником тягового генератора. Є три зони регулювання тягових електродвигунів — пускова, постійної потужності і обмеження напруги. Для автоматичного регулювання використовують зміну струму збудження тягового генератора і зміну магнітного потоку тягових електродвигунів. Частота напруги тягових електродвигунів регулюється введенням негативного зворотного зв'язку у магнітному потоці електродвигуна, а в зоні обмеження напруги — введенням негативного зворотного зв'язку у напрузі в ланці постійного струму перетворювача частоти.

## Випробування
В грудні 1978 тепловоз здійснив першу поїздку коліями Міністерства шляхів сполучення СРСР під час налагоджувальних випробувань. 1979 тепловоз випробувався в експлуатаційних умовах на ділянці Ново-Кондрашевська — Старобільськ Донецької залізниці. Випробування показали, що при швидкості 35-100 км/год коефіцієнт корисної дії тепловоза становить 0,29, а ККД передачі при швидкості 55-57 км/год досягає 0,85. Встановлено також, що тепловоз при швидкостях нижче 35-40 км/год схильний до боксування.
На підставі результатів випробувань макетного зразка тепловоза з асинхронними тяговими електродвигунами була зроблена рекомендація про будівництво дослідного двосекційного тепловоза 2ТЕ120.